# モンテベロ諸島
座標: 南緯20度28分 東経115度32分 / 南緯20.46度 東経115.54度
モンテベロ諸島（モンテベロしょとう, Montebello Islands）は、インド洋東部、オーストラリア北西にある諸島。オーストラリア西オーストラリア州に属し、バロー島の北約20㎞、オーストラリア本土から約130㎞に位置する。モンテベロはイタリア語で「美しい山」を意味する。諸島中、最大の島はハーマイト(Hermite)島であり、ほかにトリムイール島やアルファ島等がある。1950年代に、イギリスによる複数回の核実験が行われており、残留放射能のため、一部地域では立ち入り時間に制限が設けられている。